# Wawrzyniec Dokowski
Wawrzyniec Dokowski herbu Leszczyc – burgrabia ziemski poznański.
Poseł na sejm 1590/1591 roku z województwa poznańskiego i województwa kaliskiego.